# ФК Дњепар-1
ФК Дњепар-1 (укр. Дніпро-1) је украјински фудбалски клуб из града Дњепра. Клуб се такмичи у Премијер лиги Украјине.
Клуб је основан 10. марта 2017. године. Домаће утакмице игра на стадиону Дњепар арена, капацитета око 31.000 места.

## Успеси
- Прва лига
  - Прво место (1) : 2018/19.
- Друга лига
  - Друго место (1) : 2017/18.

## ФК Дњепар-1 у европским такмичењима
| Сезона  | Такмичење         | Коло               | Клуб           | Дом. | Гост | Укупно               |
| ------- | ----------------- | ------------------ | -------------- | ---- | ---- | -------------------- |
| 2022/23 | Лига Европе       | плеј−оф            | АЕК Ларнака    | 1:2  | 0:3  | 1:5                  |
| 2022/23 | Лига конференције | Група Е            | АЗ Алкмар      | 1:2  | 0:3  | 2. од укупно 4 места |
| 2022/23 | Лига конференције | Група Е            | Аполон Лимасол | 1:0  | 3:1  | 2. од укупно 4 места |
| 2022/23 | Лига конференције | Група Е            | Вадуц          | 2:2  | 2:1  | 2. од укупно 4 места |
| 2022/23 | Лига конференције | шеснаестина финала | АЕК Ларнака    | 0:0  | 0:1  | 0:1                  |